# Black Butterfly (film)
Black Butterfly è un film del 2017 diretto da Brian Goodman, con protagonisti Antonio Banderas e Jonathan Rhys Meyers.

## Trama
Paul è uno scrittore spagnolo di best seller, finito a fare lo sceneggiatore senza ispirazione, prima a Hollywood e ora in una isolata provincia americana. Per sostentarsi è costretto a vendere la sua casa situata nel bosco, ma nessuno sembra interessato a comprarla. Una sera, dopo una battuta di caccia in cui è riuscito a uccidere una grossa preda, decide di invitare a cena Laura, giovane agente immobiliare. Durante il percorso taglia la strada ad un camionista, quest'ultimo lo segue fino al ristorante aggredendolo e cercando una lite con lui. Jack, un vagabondo seduto al bancone, lo aiuta, avendo la meglio sul camionista.
Paul, per ripagare Jack dell'aiuto, lo invita a stare a casa sua per la notte. I due vanno molto d'accordo, tanto che Paul gli permette di restare quanto vuole, in cambio di piccole riparazioni. Paul scopre che Jack ha un tatuaggio che rappresenta una farfalla nera, simbolo di libertà, che si è fatto fare mentre era in carcere. In un primo momento non dà molto spazio alla cosa, e inizia ad aprirsi con lui su molti dettagli della sua vita privata, rivelandogli di essere stato lasciato da sua moglie e di non avere più una vera carriera letteraria decente da molti anni.
Jack, dopo aver letto dei manoscritti di Paul e aver individuato nel suo alcolismo l'unico vero limite alla sua attività, suggerisce all'amico di scrivere una storia sulla loro convivenza. Il racconto diventa una sorta di ossessione per Jack che inizia a tenere in ostaggio Paul, controllando in tutto e per tutto ogni sua azione e reagendo con un vero e proprio raptus di violenza quando l'uomo cerca di ribellarsi a lui. Presto Jack inizia a suggerire una visione della realtà diversa da quella che appare a Paul, suggerendo mai in maniera troppo esplicita di essere un criminale in combutta con il camionista per tendergli una trappola, nonché a minacciarlo con un fucile quando un fattorino gli si avvicina a casa per consegnargli del cibo. Paul finge di stare al gioco ma sfrutta la prima occasione utile per provare a scappare con un borsone pieno di alcool: Jack tuttavia lo intercetta e lo costringe a rompere tutte le bottiglie di alcolici. Il giorno dopo lo scrittore prova di nuovo a scappare insieme a Laura, che nel frattempo è andata a casa sua per sapere che fine avesse fatto: Jack li intercetta e li obbliga a far inabissare il loro veicolo in un laghetto, per poi condurli a casa.
La convivenza ricomincia con Jack carceriere di Paul e Laura, intenzionato ad obbligarli a una severa disciplina ed a obbligare Paul a finire di raccontare la loro storia.
Un nuovo colpo di scena si presenta quando il vicesceriffo bussa alla loro porta perché la postina che doveva consegnare la corrispondenza a Paul è scomparsa nel nulla e si teme sia l'ennesima vittima di un serial killer che sta uccidendo diverse ragazze in giro per la cittadina. Jack ha un altro raptus, esce di casa armato e sembra uccidere il poliziotto e rinchiuderlo nel bagagliaio della sua stessa automobile: Paul ne approfitta per barricarsi in casa con Laura. Jack crea allora uno stratagemma per far uscire i due di casa: Paul e Laura abboccano e provano a raggiungere il vicino binario del treno, ma Jack li intercetta e li obbliga a tornare a casa. Qui vi è l'ennesimo diverbio fra di loro e per poco Paul non riesce a sparare a Jack: questi però lo disarma e immobilizza per poi trascinare Laura in una stanza. L'uomo torna poi indietro e lega Paul ad una sedia.
Dopo un po' Paul riesce a liberarsi e sorprende Jack in un'altra stanza della casa, ottenendo in questo modo il controllo del fucile. A questo punto Paul rivela essere lui il famigerato serial killer e di aver portato il vagabondo Jack a casa proprio con l'intenzione di utilizzarlo come capro espiratorio, idea che dopo il presunto omicidio di Laura appare ancora più ghiotta. Dopo aver sovvertito in questo modo i ruoli, Paul prova a sparare a Jack ma scopre che l'uomo aveva caricato il fucile a salve: sbigottito, Paul non riesce ad impedire a Jack di tramortirlo.
Al risveglio, Paul si ritrova ammanettato a una sedia e circondato da poliziotti: scopre dunque che Jack, Laura e ogni altra persona incontrata negli ultimi giorni, incluso il camionista, sono agenti sotto copertura venuti per incastrarlo, e che né Laura né il vicesceriffo sono stati uccisi per davvero.
Le prove che Jack è riuscito a raccogliere sono però circostanziali, e nemmeno la confessione che ha registrato sembra convincente al 100%: l'uomo potrebbe farla franca, ma all'improvviso Jack ha un'intuizione e capisce dov'è seppellito il corpo dell'ex moglie di Paul. A questo punto, Paul si risveglia sul divano: gli eventi degli ultimi giorni (presumibilmente successivi alla lite con il camionista) sono stati un sogno, e così ora decide di scrivere un nuovo libro intitolato "Black Butterfly", in onore del tatuaggio che il personaggio di Jack aveva nel suo strano sogno.
Non viene tuttavia rivelato se Paul sia davvero un serial killer oppure no.

## Produzione
Gli esterni sono stati girati in Italia a monte Livata presso il comune di Subiaco, nel Lazio.

## Distribuzione
La pellicola è uscita nelle sale cinematografiche statunitensi il 26 maggio 2017, mentre in quelle italiane il 13 luglio dello stesso anno.

## Accoglienza
Sul sito Rotten Tomatoes il film ottiene il 44% delle recensioni professionali positive con un voto medio di 4,9 su 10, basato su 18 critiche. Metacritic gli assegna invece un voto di 43 su 100 sulla base di 7 recensioni.